# Pointe-au-Chien

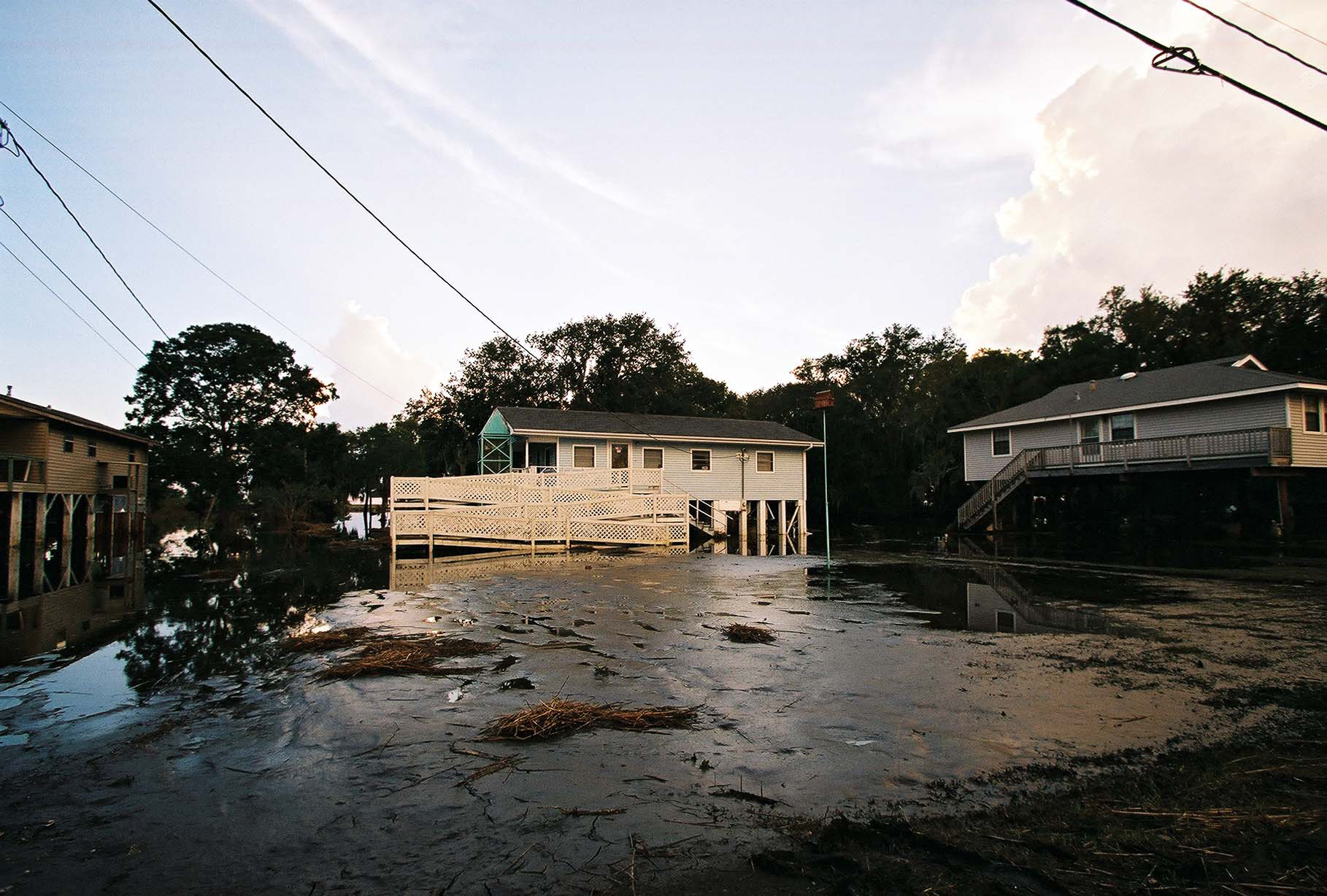
Maisons de Pointe-aux-Chênes après l'ouragan de 2002.

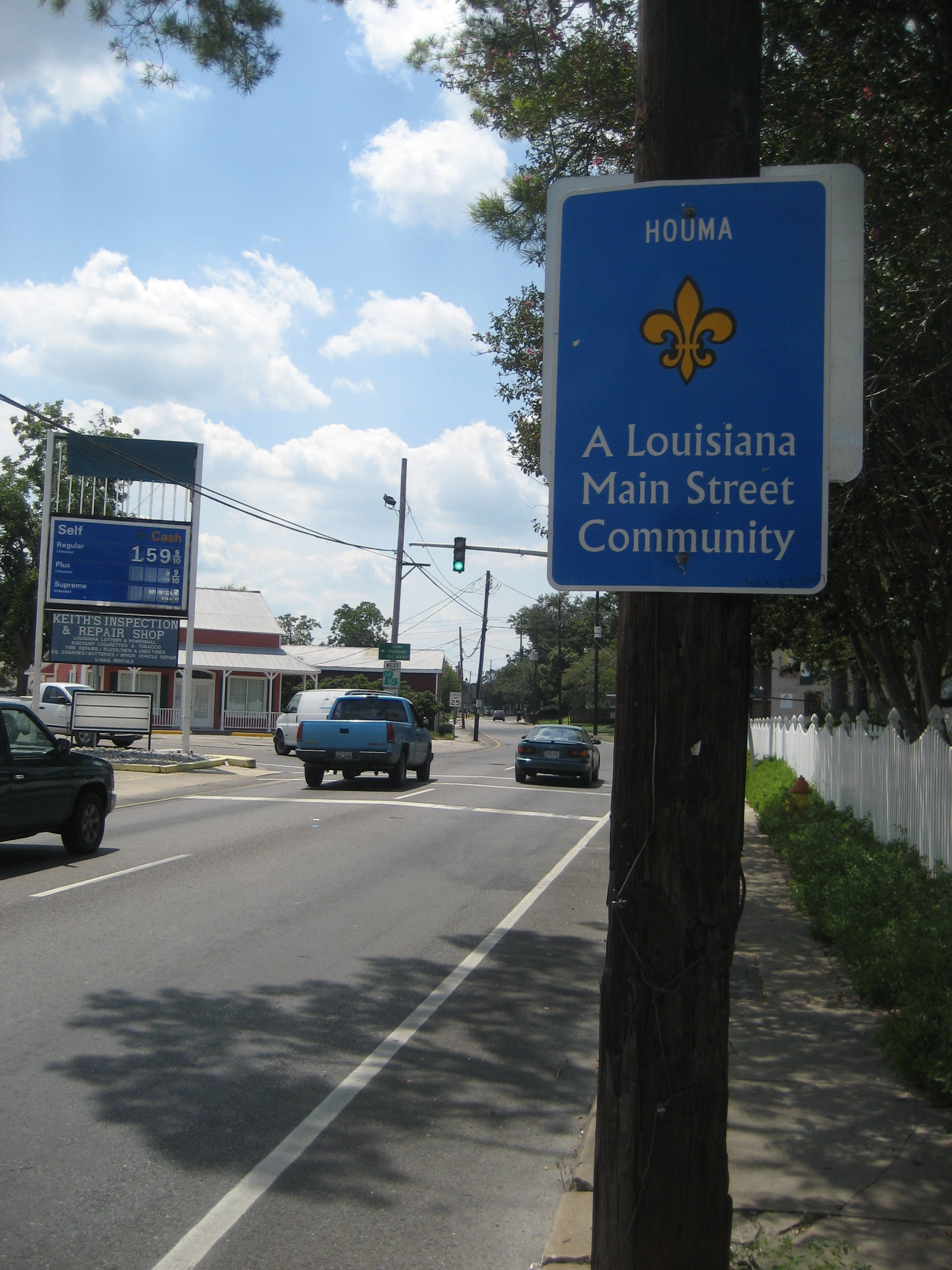
Signalisation routière de la communauté Houma.

Pointe-au-Chien est le nom d'une tribu amérindienne résidant dans la partie sud des paroisses de Terrebonne et Lafourche le long du Bayou Pointe-au-Chien, reconnue par l'État de la Louisiane.

## Histoire
Les membres de la tribu amérindienne de Pointe-au-Chien se réclament descendants des tribus Chitimachas, Atakapas, Acolapissa et Biloxi.
Ils vivent aujourd'hui dans les localités de Montegut et de Pointe-aux-Chênes dans la paroisse de Terrebonne et également dans la paroisse de Lafourche.
En 1996, le Bureau des affaires indiennes évaluait à environ 700 personnes le nombre de membres de la communauté amérindienne de Pointe-au-Chien. Ils vivent essentiellement de la pêche à côté du bayou Pointe-au-Chien.
Ils ont perdu leur langue d'origine avec la colonisation de la Louisiane française. Ils s'expriment désormais dans un dialecte particulier du français cadien, le "indian french" parlé par toutes les communautés amérindiennes de la région, qui ont chacune des variations en termes de prononciation et de vocabulaire qui leur sont particulières.

## Activité
La communauté amérindienne de Pointe au Chien vivait autrefois dans des terres fertiles et beaucoup plus étendues qu'actuellement. Ses membres étaient agriculteurs, chasseurs et pêcheurs. Ils cultivaient du maïs, des petits pois, des haricots, des concombres et des pastèques. Dans les années 1850, le chef tribal possédait une exploitation productive de canne à sucre dont le sucre était vendu jusqu'à la Nouvelle Orléans. Les Pointe-au-Chien avaient du bétail, chassaient et piégeaient divers animaux tels que les alligators, et pêchaient des huîtres, des crevettes et des crabes. Les récits oraux décrivent la région comme un "paradis" avec des forêts sur les hauteurs et beaucoup de gibier. Depuis les années 1990, peu de Pointe-au-Chien continuent à élever du bétail en raison de la perte de terres et de l'intrusion d'eau salée, mais la pêche commerciale est une occupation principale pour de nombreux hommes et quelques femmes. Le piégeage est devenu non rentable, bien que certains membres de la tribu chassent encore l'alligator.

## Environnement
Les Pointe-au-Chien subissent régulièrement le passage destructeur de cyclones, des marées noires et sont confrontés à l'intrusion d'eau salée et à l'érosion rapide de leur terre,,,.